# Draba oxycarpa
Draba oxycarpa — вид трав'янистих рослин родини капустяні (Brassicaceae). Етимологія: грец. οξυϛ — «загострений», грец. καρποϛ — «плід».

## Опис
Багаторічник. Стебла нерозгалужені, 0.2–1.1 дм, запушені проксимально. Прикореневі листки черешкові, пластини від оберненоланцетних до ланцетних, 0.8–2.2 см × 2–6 мм, краї часто цілі. Стеблових листків 0. Китиці (2)4–13-квіткові. Квіти: чашолистки (сірувато-білі), від яйцеподібних до широких, 2.5–3 мм, запушені; пелюстки від кремово-білого до жовтого забарвлення, широко обернено-яйцюваті, 3.5–5 × 2.5–3.5 мм; пиляки яйцеподібні, 0.4–0.5 мм. Плоди від яйцюватих до яйцювато-довгастих, плоскі, здавлені, 5–10 × 3–5 мм. Насіння (чорне), яйцеподібне 1–1.3 × 0.6–0.8 мм. 2n = 64.

## Поширення
Європа: Ісландія, Фарерські острови, Норвегія (вкл. Шпіцберген); Північна Америка: Гренландія. Населяє кам'янисті ґрунти.